# 神徳王
神徳王（しんとくおう、? - 917年）は、新羅第53代国王（在位：912年 - 917年）。姓は朴、諱は景暉、初名は秀宗。第8代新羅王阿達羅尼師今の23代孫、父は朴乂謙、母は貞花夫人、妃は第49代憲康王の娘である。この王から3代の間、王統が金氏から朴氏に変わっている。

## 人物
912年、前代孝恭王に子がいなかったので推戴されて王位についた。
しかし、後高句麗の弓裔、後百済の甄萱などの勢力に浸食され、新羅は衰退する一方であった。
917年、死去。陵は慶尚北道慶州市拝洞にある。

## 考証
『三国遺事』は、神徳王は「朴氏。名景徽。本名秀宗。母真花夫人。夫人之父順弘角干。追諡成虎大王。祖元ム角干乃何達王之遠孫。父文元伊干。追封興廉大王。祖文官海干。義父鋭謙角干。追封宣成大王。妃資成王后。一云懿成。又孝資」という系譜が記されている。一方、『三国史記』は「姓朴氏。諱景暉。阿達羅王遠孫。父乂兼一云鋭謙 事定康大王為大阿飡。母貞和夫人。妃金代。憲康大王之女。孝恭王薨無子。為国人推載即位」としており、両書は異なる点が多い。父名が両書で異なり、王妃名も『三国遺事』は詳しく、『三国史記』は姓金氏と憲康王の娘と記しながら名は伝えない。母名は『三国遺事』では真花夫人とし、『三国史記』は貞和夫人として一致しない。しかし「真」と「貞」はよく似ているため両書のどちらかが写しまちがいをしたとするなら「花」と「和」は音通であるから王母は一致する。『三国遺事』の神徳王暦の特徴は父名より先に母名を記し、父母の祖父まで記すだけでなく、妃名より先に義父名を書くなど異例である。三品彰英は、「王母の名が両書で異なっているが、その理由は不明。また王母の呼称が夫人名だけであること、大王の追諡を王母の父に与えていること、『羅紀（『三国史記』高句麗本紀）』では阿達羅王の遠孫神徳王にかけ、父系・母系を明示していないのに、ここでは母系にかけていることなどは王暦でも異例の記載法である。このような特異な記載法は新羅社会に母系尊重の風潮が強かったためと見るより、朴氏王系の成立原因を王暦編纂者がその母系にあったと考えたためであろう」と注解する。神徳王系がこのように複雑な記載になった理由として『三国史記』によれば乂謙を父とする神徳王と、同じく乂謙を父とする娘が孝恭王と結婚したことが指摘されており、三品彰英は、「新羅は中国王朝から冊命を受けるため、第二四代真興王以后の王の姓を金氏とした。第三四代孝成王以后に、王妃・王母も唐朝から冊封を受けることになったが、王妃・王母は王族出身者が多く、金氏を称していたので、同姓不婚の制度をとる唐朝と対立した。第三九代昭聖王以后、王妃・王母の姓を唐の冊封を受けるため、唐の同姓不婚の制度を受け容れた新羅王朝は随時王妃・王母の姓を造作した。その中で朴氏を称するものが比較的多かった。神徳王の姉妹が孝恭王の王妃となったことから、神徳王も朴氏を称することになった」と説明している。